# Tamboril (Ceará)
Tamboril é um município brasileiro do estado do Ceará. Localiza-se Microrregião do Sertão de Crateús a uma latitude 04º49'56" sul e a uma longitude 40º19'14" oeste, estando a uma altitude de 322 metros. Possui uma área de 1961,6 km² e sua população estimativa em 2020, era de 26 225 habitantes, conforme dados do IBGE.

## História
Tamboril recebeu status de vila e município, simultaneamente, pela lei provincial nº 664 de 4 de outubro de 1854. Extinto em 1931, o município foi restaurado em 1933.

### Formação Administrativa
Tamboril de localidade, se transformou, em 1842, um distrito do município de Ipu, e elevado, em 1854, à categoria de município (desmembrado de Ipu). Em 1882 foi criado o distrito Arraial da Telha, que foi o primeiro distrito de Tamboril. Em 1931 o distrito foi extinto e engolido por Santa Quitéria, em plena expansão territorial. Em 1933, novamente se emancipa, e novamente com o distrito de Arraial da Telha. Pouco depois surgem mais 3 distritos: Lagonhias, Pinheiros, e Timbaúba. Em 1936, Arraial da Telha foi rebaixada a simples localidade, e foi elevado a distrito Monsenhor Tarbosa. Em 1938 dois distritos mudam seu nome: Lagoinha, passaria a se chamar Pageú, e Timbaúba, passaria a se chamar Holanda. Em 1943 o distrito de Pagéu (ex-Lagoinha) muda novamente seu nome, agora para Curatis, e Pinheiro muda o nome para Sucesso. Em 1951 Monsenhor Tabosa se emancipa de Tamboril. Em 1958 é criado o distrito de Oliveira. Em 1963 o distrito de Sucesso também se emancipa de Tamboril, e são criados mais dois novos distritos: Boa Esperança e Carvalho. Em 1965, Sucesso volta a ser distrito de Tamboril.
Tamboril tem 8 distritos:
- Boa Esperança
- Carvalho
- Curatis
- Holanda
- Oliveiras
- Sucesso
- Açudinho
- Tamboril (Distrito-Sede)

## Clima
Tropical quente semiárido com chuvas de janeiro a abril. Temperatura: Apresenta uma variação de 5,1 °C, entre os meses de novembro (29,0 °C) de junho (23,9 °C). As médias máximas e mínimas ocorrem nos meses de outubro (35,4 °C) e julho (18,8 °C). Os ventos sopram no quadrante nordeste/sudeste, com velocidades que variam de 2,7 m/s em fevereiro a 3,7 m/s em julho e novembro. Tropical quente semiárido de janeiro a abril.

## Administração
- Prefeito: Luis Marcelo Mota Leite (PDT) (2021/2024)
- Vice-prefeito: Francisco Felix Melo Farias (PDT)
- Presidente da câmara: Venceslau Torres Costa (2023/2024)

## Personalidades
- Antônio de Sampaio, militar patrono do Exército Brasileiro.[7]
- Maria Amélia Perdigão Sampaio.
- Irineu Guimarães, filósofo e jornalista